# Simulium wuzhishanense
Simulium wuzhishanense är en tvåvingeart som beskrevs av Chen 2003. Simulium wuzhishanense ingår i släktet Simulium och familjen knott. Inga underarter finns listade i Catalogue of Life.